# Географска координатна система
Географската координатна система е координатна система за описване (определяне) на положението на дадена точка от повърхността на Земята. Всяка точка може да се опише с 3 географски координати:
- Географска ширина φ – е ъгълът между отвесна линия в дадената точка и плоскостта на екватора, измерена от 0 до 90° в двете страни на екватора.
- Географска дължина λ – е ъгълът между плоскостта на меридиана, прекаран през дадената точка, и плоскостта на нулевия меридиан, от който се мери дължината. За нулев меридиан е избран меридианът, преминаващ през Гринуич – Гринуичкия меридиан. Дължините се мерят от 0 до 180° на изток и на запад от нулевия меридиан и се наричат съответно източни и западни.
- надморска височина или просто височина. Отрицателната надморска височина се нарича „под морското равнище“ за обекти на сушата, а за такива в моретата и океаните – просто дълбочина.

Географските координати служат и за определяне местоположението на точки в близост до земята, например на летящи тела. За по-далече разположени тела понякога се дава не надморската височина, а разстоянието до центъра на земята.

## Типове координати
Координатните системи се делят на три типа – пространствени, сферични и равнинни координати.
Пространствени
Пространствените координати (X, Y, Z) обозначават началото някъде в центъра на Земята, XY е екваториалната равнина, а Z е перпендикулярният на тази равнина лъч от началото по посока северния полюс. Това е математическа абстракция, тъй като Земята има сферична форма. Дефинирана е от международната система SI и мерните единици са метри. Тъй като при тази координатна система изчисляването на площи и разстояния върху земната повърхност са твърде сложни, тя има слаби приложение в практиката.
Сферични
Сферичните координати представляват ширина (B), дължина (L) и превишение (H). Те са ни познати от географските карти и атласи и сега могат да се видят изобразени върху екрана на GPS устройствата. Този вид координати се използват и от популярни софтуерни системи като Google Карти и Google Земя. Географската дължина и ширина се измерват в градуси, минути и секунди, изписани в няколко варианта:
- градуси и десетични части от градуса, например: 42.382146°;
- градуси, минути и десетични части от минутата, например: 42° 15.3423’;
- градуси, минути, секунди и десетични части от секундата, например: 42° 15’ 12.6”.

Равнинни
Равнинните координати (x, y, h) представляват разгънат лист допрян в дадена точка (или точки) до Земята. Мерните единици на всички елементи са метри. Обикновено x сочи север, а y сочи изток. Началото на тези координатни системи е условно. Условната надморска височина се задава в h. Тъй като всички мерни единици са в метри и отразяват част от земната повърхност, могат да се измерват двумерни разстояния и площ по познатите ни математически формули. За да може да се направят равнинни координати за всяка част от земята тя е разделена на зони, така че да има минимални грешки по разстояние и площ.